# بوکس زنان
اگرچه زنان تقریباً از زمانی که این ورزش وجود داشته در ورزش بوکس حضور داشته‌اند، مبارزات زنان در بیشتر دوران تاریخ بوکس تا همین اواخر غیرقانونی بوده است، وفق اینکه اعضای هیئت‌های ورزشی از تصویب یا صدور مجوز برای بوکسورهای زن امتناع می‌کنند و اکثر کشورها رسماً این ورزش را برای زنان ممنوع کرده‌اند. گزارش‌ها مبنی بر ورود زنان به رینگ، به قرن هجدهم برمی‌گردد.

## نظر اجمالی بر تاریخچه

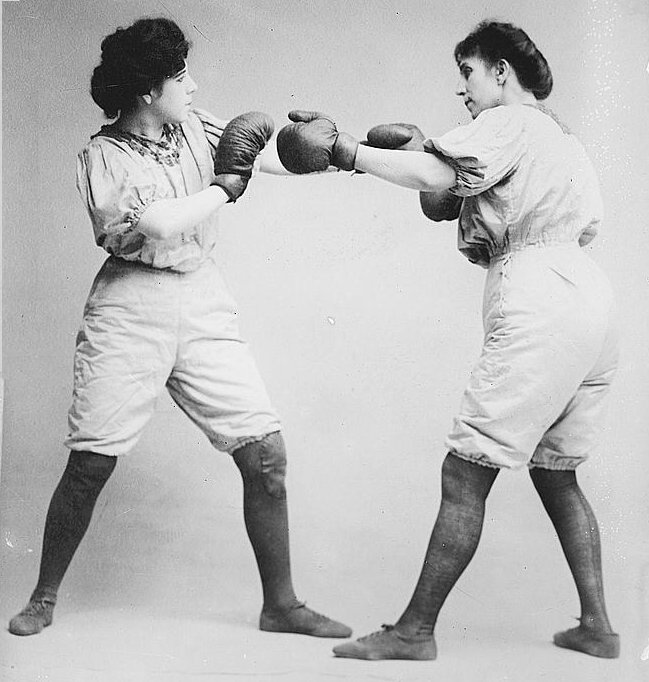
بوکس خواهران بنت، حدود ۱۹۱۰–۱۹۱۵

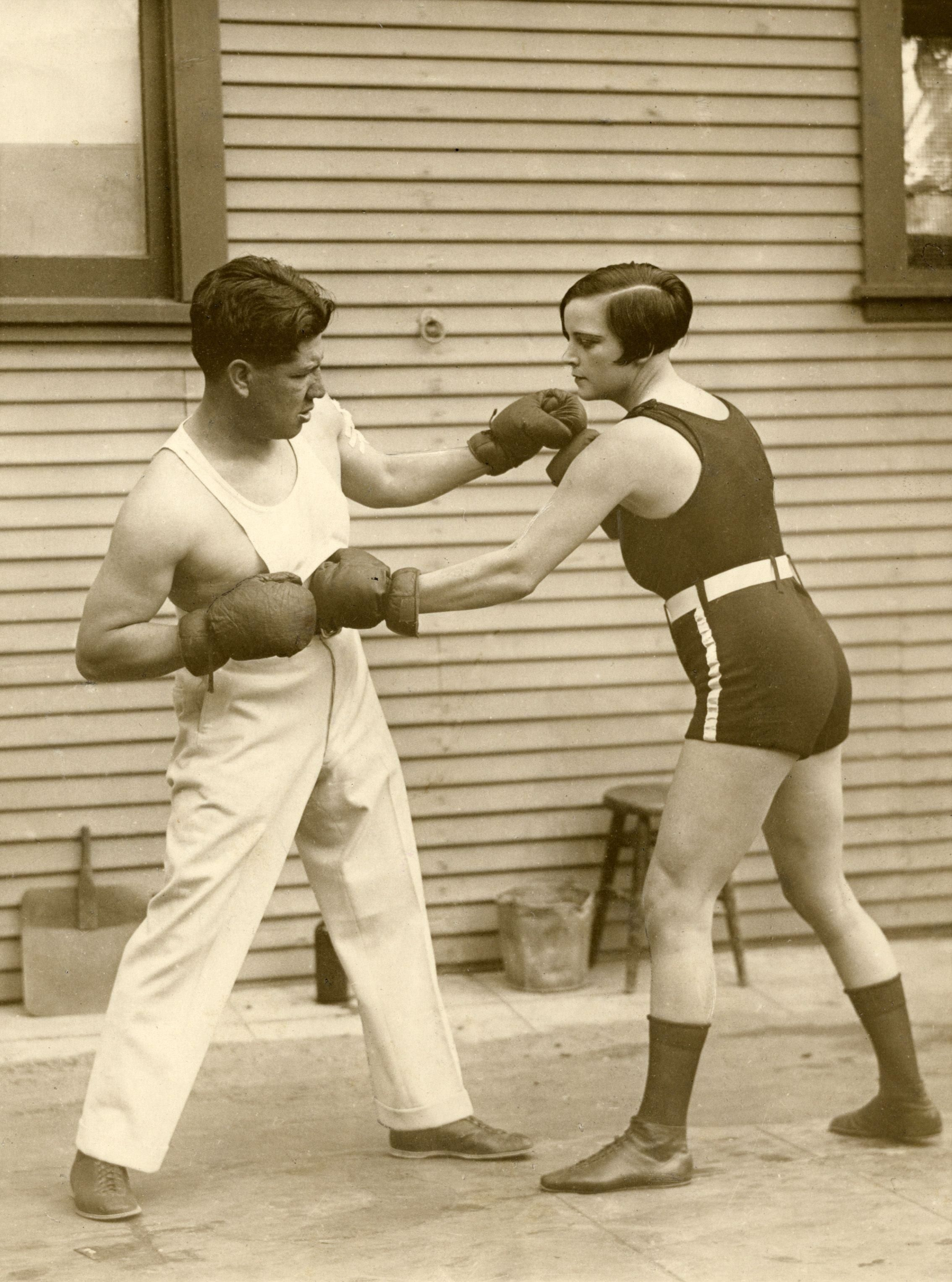
لوئیز ادلر، قهرمان رده سبک‌وزن بوکس جهان در دهه ۱۹۲۰، برای دفاع از عنوان خود تمرین می‌کند

یکی از اولین موارد ذکر شده در مورد بوکس زنان، مربوط به سفرنامه یک مرد آلمانی است که در سال ۱۷۱۰ از لندن بازدید کرد. هنگام شرکت در مسابقه بوکس مردان، با زنی در میان حاضران مواجه شد که مدعی بود پیش از این با زن دیگری در همان محل بوکس بازی کرده است.
یکی از اولین مسابقات شناخته شده بوکس زنان که به صورت چاپی تبلیغ شده بود، در لندن بین الیزابت ویلکینسون و هانا هیفیلد در سال ۱۷۲۲ است. ویلکینسون و همسرش که خود را به عنوان «قهرمان اروپا» معرفی می‌کرد، با زوج‌های مختلط دیگر نیز به عنوان یک جفت مبارزه می‌کردند، وفق اینکه ویلکینسون با زن دیگر و شوهرش با مرد دیگر مبارزه می‌کردند. در آن روزها، قوانین بوکس لگد زدن، ضربه زدن و سایر روش‌های حمله که جزو قواعد امروزی نبود را مجاز می‌شمرد.
بوکس زنان اولین بار در سال ۱۹۰۴ در بازی‌های المپیک به عنوان یک ورزش نمایشی در شهر سنت لوئیس به نمایش درآمد.
در طول دهه ۱۹۲۰، پروفسور اندرو نیوتن یک باشگاه بوکس زنان در لندن تشکیل داد. با این حال بوکس زنان بسیار بحث‌برانگیز بود. در اوایل سال ۱۹۲۶، شورای محله شوردیچ برگزاری مسابقه نمایشگاهی (exhibition match) بین دو بوکسور به نام آنی نیوتن و مج بیکر، شاگرد دیگر استنلی را ممنوع کرد. تلاش برای برگزاری مسابقه در حوالی هکنی با ایجاد کمپینی به رهبری شهردار هکنی شکست خورد که نوشت: «من این نمایشگاه پیشنهادی بوکسورهای زن را به عنوان ارضای خواسته‌های نفسانی انبوهی از مردان مبتذل می‌دانم.» وزیر کشور سر ویلیام جوینسون-هیکس از جمله مخالفان این مسابقه بود و مدعی شد که «قانونگذار هرگز تصور نمی‌کرد که چنین نمایشگاه ننگینی در این کشور برگزار شود.» این ماجرا در سراسر کشور و حتی به صورت بین‌المللی گزارش شد.
در سال ۱۹۸۸، انجمن بوکس آماتور سوئد مسابقات را برای زنان مجاز اعلام کرد.
در سال ۱۹۹۷، انجمن بوکس آماتور بریتانیا اولین رقابت بوکس خود را برای زنان تصویب کرد. اولین رویداد قرار بود بین دو نوجوان سیزده ساله برگزار شود، اما یکی از بوکسورها به دلیل توجه رسانه‌های مخالف، کناره‌گیری کرد. یک ماه بعد، رویدادی بین دو نوجوان شانزده ساله برگزار شد.
هیئت نظارت بوکس بریتانیا از صدور مجوز برای زنان امتناع کرد تا اینکه در سال ۱۹۹۸ مجوزی را برای جین کوچ صادر کردند. با این وجود تا پایان قرن، آنها پنج مجوز از این نوع را صادر کردند. اولین مسابقه حرفه‌ای مجاز بین زنان در بریتانیا در نوامبر ۱۹۹۸ در استراتام لندن، بین جین کوچ و سیمونا لوکیچ برگزار شد. کوچ برنده مسابقه شد.
انجمن بین‌المللی بوکس (آماتور) قوانین جدیدی را برای بوکس زنان در پایان قرن بیستم پذیرفت و اولین جام اروپایی را برای زنان در سال ۱۹۹۹ و اولین مسابقات قهرمانی جهان برای زنان را در سال ۲۰۰۱ تصویب کرد. در ماه اکتبر ۲۰۰۱، اولین مسابقات قهرمانی بوکس آماتور زنان جهان به نام مسابقات جهانی بوکس آماتور زنان ۲۰۰۱ در اسکرانتون، در ایالات متحده برگزار شد.

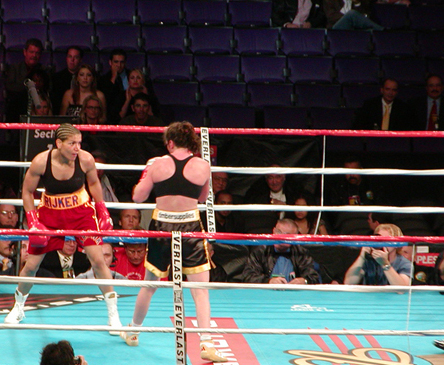
مسابقه بوکس بین لوسیا ریکر و جین کوچ در سال ۲۰۰۳

بوکس زنان در بازی‌های المپیک ۲۰۰۸ حضور نداشت. با این حال، در روز ۱۴ اوت ۲۰۰۹، اعلام شد که هیئت اجرایی کمیته بین‌المللی المپیک برخلاف انتظار برخی از ناظران، الحاق رشته بوکس زنان در بازی‌های المپیک ۲۰۱۲ که در لندن برگزار خواهد شد را تصویب کرده است. در حول و حوش این جلسات (۲۰۰۹)، در ارتباط با AIBA (انجمن بین‌المللی بوکس)، کمیته بین‌المللی المپیک موافقت کرد که سه دسته وزن اضافی برای زنان در بازی‌های المپیک ۲۰۱۲ لندن گنجانده شود. در آن زمان لباس بوکس زنان «مناسب جنسیت» جدید در حال ایجاد بود که زنان (طبق قوانین AIBA) را ملزم به پوشیدن دامن (skirts) در طول مسابقات می‌کرد. این موضوع به‌طور گسترده توسط مردم نادیده گرفته شد تا اینکه بوکسور آماتور و دانشجوی لندنی الیزابت پلانک این موضوع را فاش کرد. او طوماری در سایت Change.com برای پایان دادن به یونیفرم‌های اجباری مبتنی بر جنسیت ایجاد کرد. در نهایت تصمیم گرفته شد (قبل از المپیک ۲۰۱۲) به زنان بوکسور امکان پوشیدن شلوارک یا دامن داده شود.
زنان برای اولین بار در بازی‌های المپیک تابستانی ۲۰۱۲ در لندن مجاز به حضور در رقابت‌های بوکس شدند و ۱۲ بوکسور زن برای اولین بار مدال المپیک در جهان را در اختیار گرفتند. نیکولا آدامز از بریتانیا اولین مدال طلای بوکس زنان المپیک جهان را به دست آورد.
در روز ۱۴ سپتامبر ۲۰۱۴، سسیلیا برکهوس پس از شکست دادن ایوانا هابازین کرواتی، اولین زن نروژی و اولین زنی نام گرفت که تمام کمربندهای (belts) قهرمانی جهان را در دسته وزنی خود (سبک وزن) در تاریخ بوکس داشت.
در سال ۲۰۱۵ فدراسیون جهانی بوکس عناوین مختلف زنان را یکپارچه کرد تا تنها یک عنوان در اختیار داشته باشند.
در سال ۲۰۲۴، سیندی نگامبا اولین بوکسوری بود که به عضویت تیم المپیک پناهندگان درآمد. در اواخر همان سال، او با کسب مدال برنز در بوکس دسته ۷۵ کیلوگرم زنان، اولین مدال‌آور تیم المپیک پناهندگان در بازی‌های المپیک شد.